# Phoenix Mars Lander
Acest articol se referă la nava cosmică care a explorat planeta Marte. Pentru alte sensuri, vedeți Phoenix (dezambiguizare), respectiv Mars (dezambiguizare).
Phoenix Mars Lander, pe scurt Phoenix, este o navă robot dedicată continuării misiunii explorării spațiului, având ca țintă specifică amartizarea lină și, respectiv, continuarea explorării planetei Marte a sistemului nostru solar.
Oamenii de știință care controlează misiunea spațială au utilizat instrumentele de la bordul modulului spațial Phoenix pentru depistarea mediilor unde viața microbiană de pe Marte ar putea fi posibilă și cercetarea istoriei apei de pe această planetă. Stația cosmică Phoenix a coborât lin pe solul marțian într-una din regiunile nordice ale planetei, care este bogată în apă.  Complexul științific și-a utilizat braţul său robotic pentru a extrage eșantioane din solul arctic al planetei Marte.
Misiunea Phoenix a fost lansată cu succes pe 4 august 2007, și a amartizat în ziua de 25 mai 2008. Programul ar fi trebuit să dureze 90 de zile marțiene (aproximativ 92 de zile pământene), dar robotul a depășit așteptările funcționând timp de cinci luni și reușind să transmită date până în ziua de 2 noiembrie 2008. Proiectul a fost declarat oficial încheiat pe 10 noiembrie 2008, întrucât scăderea duratei de expunere la soare și creșterea frecvenței furtunilor de praf în locul în care se află sonda nu-i mai permit acesteia să-și încarce bateriile solare.
Acest program, la care au participat mai multe entități guvernamentale și neguvernamentale, a fost condus de Laboratorul lunar și planetar (în original Lunar and Planetary Laboratory) al University of Arizona din Tucson, sub supervizarea NASA. Programul a fost un parteneriat între Statele Unite, Canada, Elveția, Danemarca și Germania, pe de o parte, respectiv NASA, Agenția Spațială a Canadei (în original, Canadian Space Agency) și industria aero-spațială.
Phoenix reprezintă a șasea amartizare reușită de NASA din douăsprezece tentative și este prima care a amartizat în regiunile polare ale planetei.

## Generalități despre program

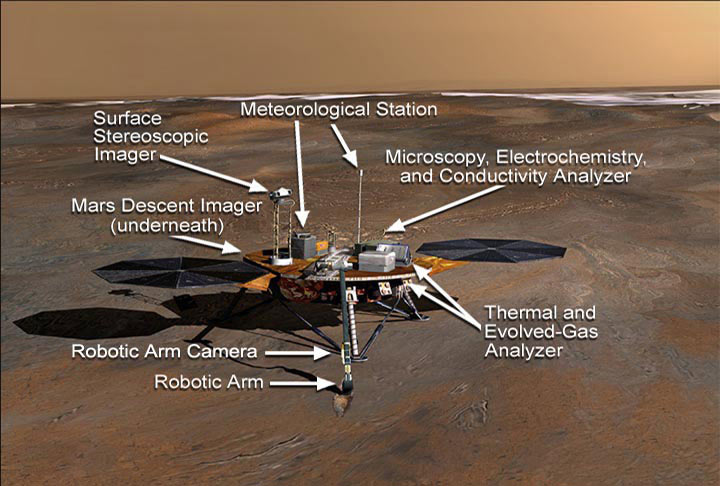
Landerul Phoenix al NASA, cu părţile componente etichetate.

Misiunea a avut două scopuri. Unul a fost studiul istoriei geologice a apei, cheia dezlegării istoriei schimbărilor climatice de pe Marte. A doua a fost evaluarea habitabilității potențiale de la limita gheață-sol. Instrumentele lui Phoenix erau potrivite pentru a descoperi informații despre istoria geologică și, posibil, biologică a regiunilor arctice marțiene. Phoenix a fost prima misiune care a adus date de la poli, și a contribuit la strategia principală a NASA pentru explorarea planetei Marte, „Follow the water”.
Misiunea principală urma să dureze 90 de soli (zile marțiene) – puțin mai mult de 92 de zile pământene. Totuși, robotul a depășit durata operațională așteptată cu puțin mai mult de două luni, cedând din cauza frigului și întunericului aduse iarna marțiană în locul în care se află. Cercetătorii sperau că landerul va supraviețui o vreme și pe timp de iarnă, pentru a observa formarea gheții în zona de explorare. În acea zonă s-ar putea forma un strat de dioxid de carbon solidificat de aproape un metru grosime. Chiar dacă landerul ar fi supraviețuit o parte din iarnă, erau foarte mici șansele ca el să funcționeze întreaga iarnă din cauza frigului foarte puternic.
NASA a ales să folosească un lander fix și nu un rover deoarece:
1. astfel se reduc costurile prin reutilizarea de echipament;
2. zona de pe Marte unde a amartizat Phoenix este considerată a fi relativ uniformă și astfel deplasarea prin ea este mai puțin importantă
3. Phoenix poate transporta o cantitate limitată de echipament din cauza constrângerilor de greutate, iar echipamentul necesar deplasării poate fi înlocuit cu instrumente științifice mai bune și mai multe.

Observarea în 2003–2004 a gazului metan pe Marte a fost realizată de trei echipe care lucrau cu date separate. Dacă metanul este într-adevăr prezent în atmosfera lui Marte, atunci trebuie că el este produs de ceva de pe planetă, deoarece gazul este dezintegrat de lumina solară în 300 de ani, de unde importanța căutării de potențial biologic sau de habitabilitate a solului arctic marțian. Metanul ar putea fi și produsul unui proces geochimic sau al activității vulcanice sau hidrotermale. Alte misiuni viitoare ar putea permite găsirea răspunsului la întrebarea dacă există sau a existat vreo formă de viață pe Marte.

### Istoria programului

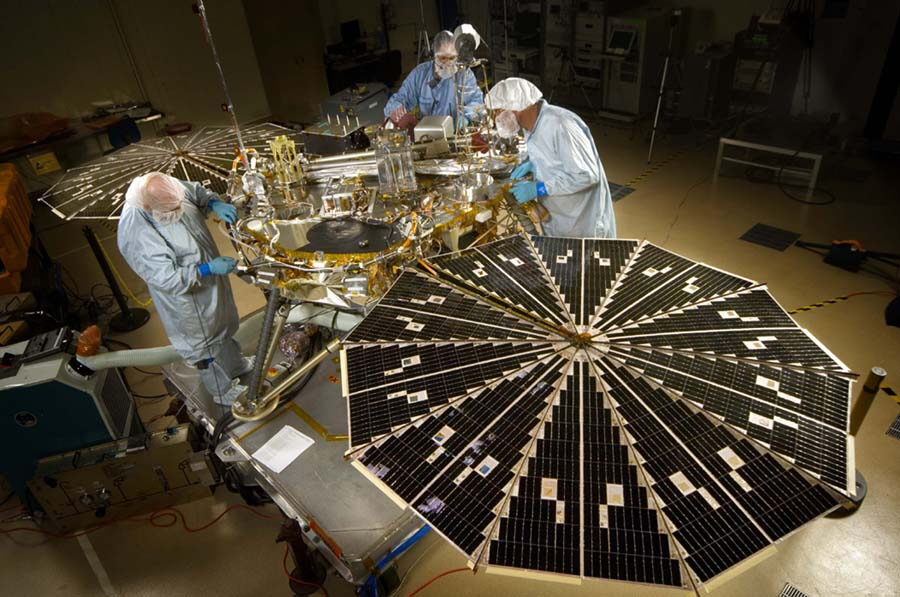
Phoenix în septembrie 2006, în timpul testărilor

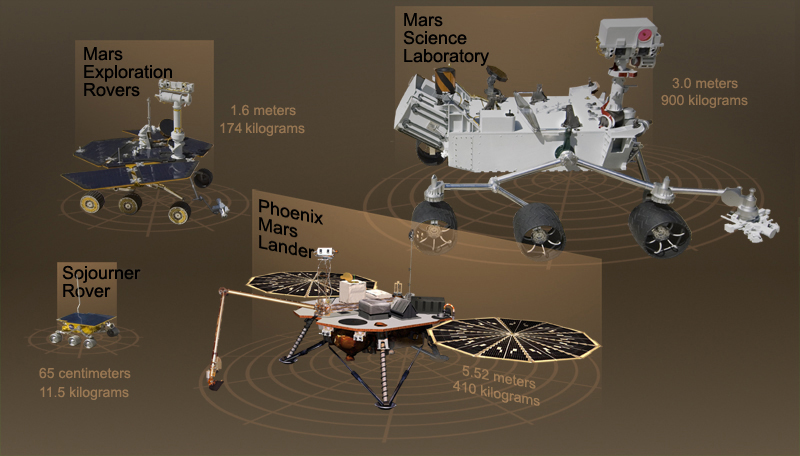
Comparaţie între dimensiunile roverului Sojourner, ale roverelor Spirit și Opportunity, landerului Phoenix și a robotului Mars Science Laboratory.

În timp ce se scria propunerea pentru Phoenix, orbiterul Mars Odyssey se folosea de spectrometrul de raze gamma pentru a găsi urme clare de hidrogen pe o parte din suprafața marțiană. Singura sursă plauzibilă de hidrogen de pe Marte ar fi apa sub formă de gheață, aflată în subsol.
Misiunea a fost finanțată pe baza așteptărilor ca Phoenix să găsească apă înghețată în câmpiile arctice ale lui Marte. În august 2003, NASA a ales misiunea Phoenix a Universității Arizona pentru lansare în 2007. S-a sperat că aceasta avea să fie prima dintr-o serie nouă de misiuni de recunoaștere mici, cu costuri reduse în cadrul programului de explorare a planetei Marte al agenției. Selecția a fost rezultatul unui intens concurs desfășurat cu propuneri din partea mai multor instituții și care a durat doi ani. Premiul NASA de 325 de milioane de dolari este de peste șase ori mai mare decât orice altă bursă de cercetare din istoria Universității Arizona.
Peter Smith, de la laboratorul lunar și planetar al Universității Arizona, în calitate de investigator principal, împreună cu 24 co-investigatori, au fost aleși pentru a conduce misiunea. Aceasta a primit numele de Phoenix, după o pasăre mitică ce renaște repetat din propria cenușă. Nava Phoenix conține câteva componente construite anterior. Landerul folosit în misiunea din 2007–2008 este o reconstrucție a proiectului Mars Surveyor Lander (anulat în 2000), împreună cu mai multe instrumente din acel proiect și din și de la misiunea Mars Polar Lander, care a eșuat. Lockheed Martin, constructorul landerului, și-a păstrat landerul aproape terminat într-o cameră curată, cu mediu controlat, din 2001 până când misiunea a fost finanțată de programul Mars Scout al NASA.
Phoenix a fost un parteneriat între universități, centre NASA, și industria aerospațială. Instrumentele și operațiunile științifice au fost responsabilitatea Universității Arizona. Jet Propulsion Laboratory de la NASA, aflat în Pasadena, California, a gestionat programul și a furnizat controlul și proiectul misiunii. Lockheed Martin Space Systems, din Denver, Colorado, a construit și a testat nava spațială. Agenția Spațială Canadiană a furnizat o stație meteorologică, cu un senzor atmosferic inovativ, pe bază de laser. Printre instituțiile co-investigatoare s-au numărat Malin Space Science Systems (California), Institutul Max Planck pentru Cercetarea Sistemului Solar (Germania), NASA Ames Research Center (California), NASA Johnson Space Center (Texas), MDA (Canada), Optech Incorporated (Canada), Institutul SETI, Texas A&M University, Universitatea Tufts, Universitatea Colorado, Universitatea Copenhaga (Danemarca), Universitatea Michigan, Universitatea Neuchâtel (Elveția), Universitatea Texas din Dallas, Universitatea Washington, Universitatea Washington din St. Louis, și Universitatea York (Canada). Oameni de știință de la Colegiul Imperial din Londra și de la Universitatea Bristol au furnizat hardware pentru misiune și au făcut parte din echipa care a operat microscopul.
La 2 iunie 2005, în urma unei analize critice adusă progresului planificării proiectului și a proiectării preliminare, NASA a aprobat calendarul misiunii. Scopul analizei a fost confirmarea încrederii investite de NASA în misiune.

#### Specificații tehnice
Landerul are o masă de 350 kg, o lungime de 5,5 m cu panourile solare desfăcute. Dispozitivul științific singur are aproximativ 1,5 m în diametru. De la bază și până la vârful catargului meteorologic, landerul are o înălțime de aproximativ 2,2 m.
Sonda a comunicat prin unde radio în bandă X de-a lungul călătoriei și în perioada de după separarea de vehiculul de lansare. În timpul coborârii, amartizării și operării pe suprafața planetei, Phoenix a transmis în banda UHF, datele fiind retransmise de către sondele orbitale din jurul planetei Marte. Sistemul UHF system de pe Phoenix este compatibil cu capabilitățile de retransmisie ale sondelor NASA Mars Odyssey, Mars Reconnaissance Orbiter și cu sonda Agenției Spațiale Europene Mars Express. Conexiunile au folosit protocolul de comunicație Proximity-1.
Robotul s-a alimentat cu energie cu ajutorul a două panouri de celule fotovoltaice cu arsenură de galiu (cu o suprafață totală de 3,1 m²) montate pe modulul de transport în timpul călătoriei și cu două panouri solare mai mici (cu o suprafață de 2,9 m²) montate pe lander după amartizare. Energia acumulată de panourile solare este stocată într-un acumulator cu hidrură de nichel cu o capacitate de 16 Ah.
Sistemele de aterizare cuprind un calculator RAD6000 pentru comanda navei spațiale și pentru manipularea datelor. Acest calculator folosește un sistem de operare VxWorks, un sistem de operare în timp real, dezvoltat în cadrul companiei americane Wind River Systems. Alte părți ale landerului sunt un sistem electric cu panourile fotovoltaice și bateriile, un sistem de ghidaj pentru amartizare, opt motoare monopropulsoare cu hidrazină, de 4 N și 22 N, construite de Aerojet-Redmond Operations pentru deplasarea în timpul călătoriei, douăsprezece motoare Aerojet de 302 N pentru aterizare, elemente mecanice și structurale, și un sistem de încălzire pentru a asigura că nava nu se răcește excesiv.

#### Lansarea

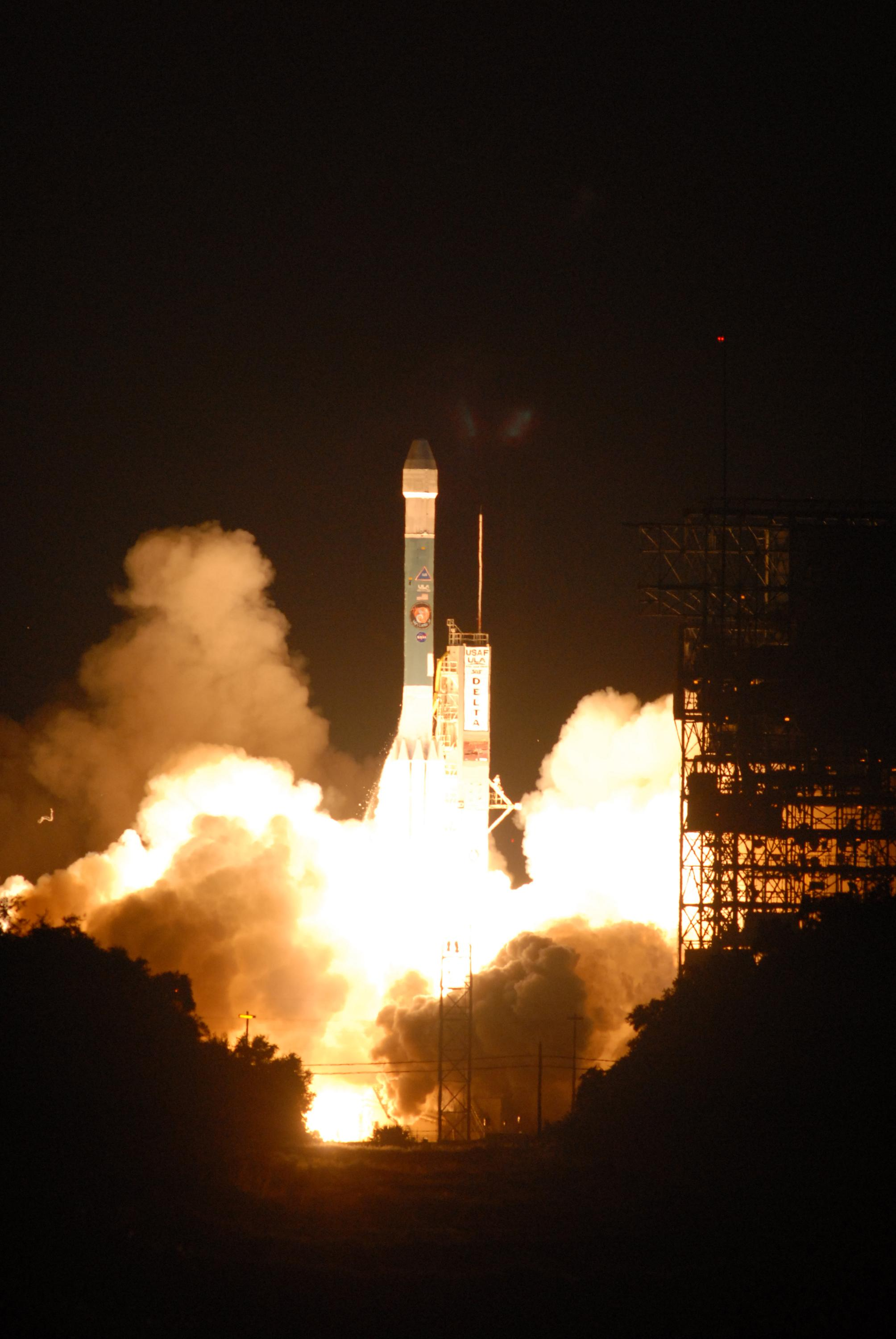
Phoenix a fost lansat de o rachetă Delta II 7925

Phoenix a fost lansat la 4 august 2007, la ora 9:26:34 a.m. UTC pe un vehicul de lansare Delta 7925, de la Complexul de lansare 17 din baza aviației americane de la Cape Canaveral. Landerul Phoenix a fost pus pe o traiectorie atât de precisă încât prima corecție a traiectiriei, efectuată la 10 august 2007 la ora 11:30 UTC, a fost de doar 18 m/s. Lansarea a avut loc în timpul unei ferestre de lansare care a durat între 3 și 24 august 2007. Din cauza ferestrei de lansare scurte lansarea misiunii Dawn, reprogramată după ce fusese inițial planificată a avea loc la 7 iulie a trebuit să fie întârziată până după Phoenix, în Septembrie. Delta 7925 a fost ales datorită lansărilor sale cu succes, inclusiv a lansărilor roverurilor Spirit și Opportunity în 2003 și a lui Mars Pathfinder în 1996.

#### Amartizarea

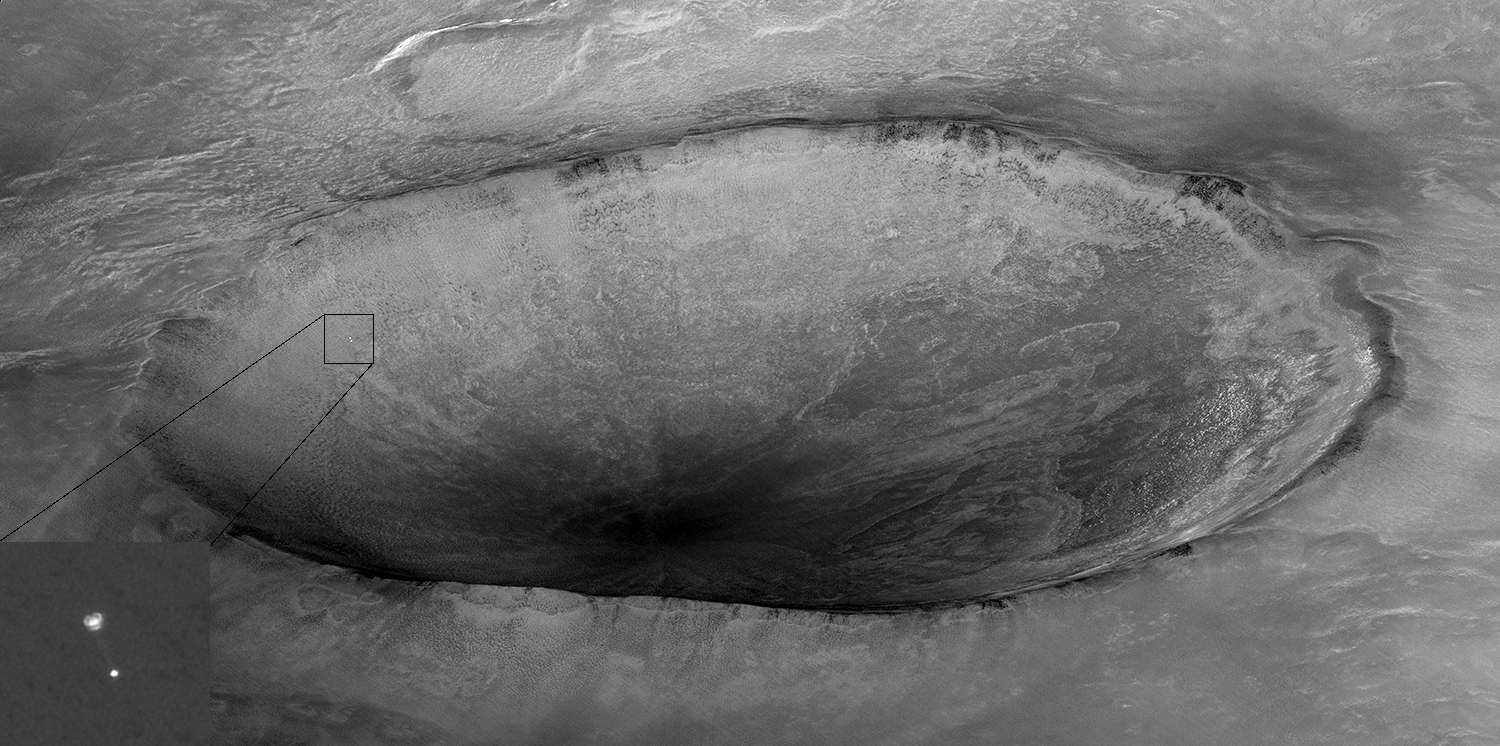
Mars Reconnaissance Orbiter l-a fotografiat pe Phoenix (colţul din stânga, jos) pe fundalul craterului Heimdall (Phoenix era cu în faţa acestuia)

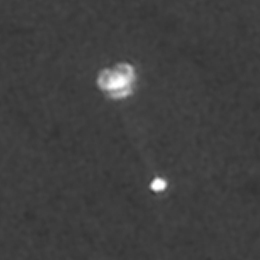
Imagine luată de Mars Reconnaissance Orbiter în timpul coborârii paraşutate a lui Phoenix prin atmosfera marţiană

Jet Propulsion Laboratory a efectuat corecții ale orbitelor a trei sateliți artificiali din jurul lui Marte pentru a fi, la 25 mai 2008, poziționați corect pentru a-l vedea pe Phoenix intrând în atmosferă și pentru a-l monitoriza până după amartizare. Această informație va ajuta la îmbunătățirea, pe viitor, a proiectării landerelor. Zona de amartizare proiectată era o elipsă de 100 km pe 20 km care acopera un teren numit neoficial „Valea Verde” (în engleză Green Valley)  și care conținea cea mai mare cantitate de apă înghețată din afara regiunilor polare.
Phoenix a intrat în atmosfera marțiană cu o viteză de aproximativ 21.000 km/h, și în 7 minute a trebuit să frâneze până la 8 km/h înainte de a atinge suprafața. Confirmarea intrării în atmosferă a fost primită la ora 23:46 UTC. Semnalele radio primite la ora 23:53:44 UTC au confirmat că Phoenix a supraviețuit dificilei căderi și că amartizase cu 15 minute înainte, încheindu-și călătoria de 680 milioane km de pe Pământ.
Desfacerea parașutei a avut loc cu 7 secunde mai târziu decât se aștepta, ceea ce a avut ca efect amartizarea într-un punct aflat la 25–28 km spre est de locul calculat, undeva spre marginea elipsei calculate.
Camera High Resolution Imaging Science Experiment (HiRISE) de pe Mars Reconnaissance Orbiter a fotografiat landerul Phoenix suspendat de parașuta sa în timpul coborârii prin atmosfera marțiană. A fost prima oară când o navă spațială a fotografiat o alta în timp ce ateriza pe o planetă (Luna nefiind o planetă, ci un satelit). Aceeași cameră l-a fotografiat pe Phoenix la suprafață cu suficientă rezoluție pentru a se putea distinge landerul și cele două panouri solare ale sale. Stația de control de pe Pământ a folosit date bazate pe efectul Doppler primite de la Odyssey și de la Mars Reconnaissance Orbiter pentru a determina poziția exactă a landerului, la 68,218830° latitudine nordică și 234,250778° longitudine estică.
Locul amartizării este aici pe harta web Google Mars și aici în software-ul NASA World Wind.

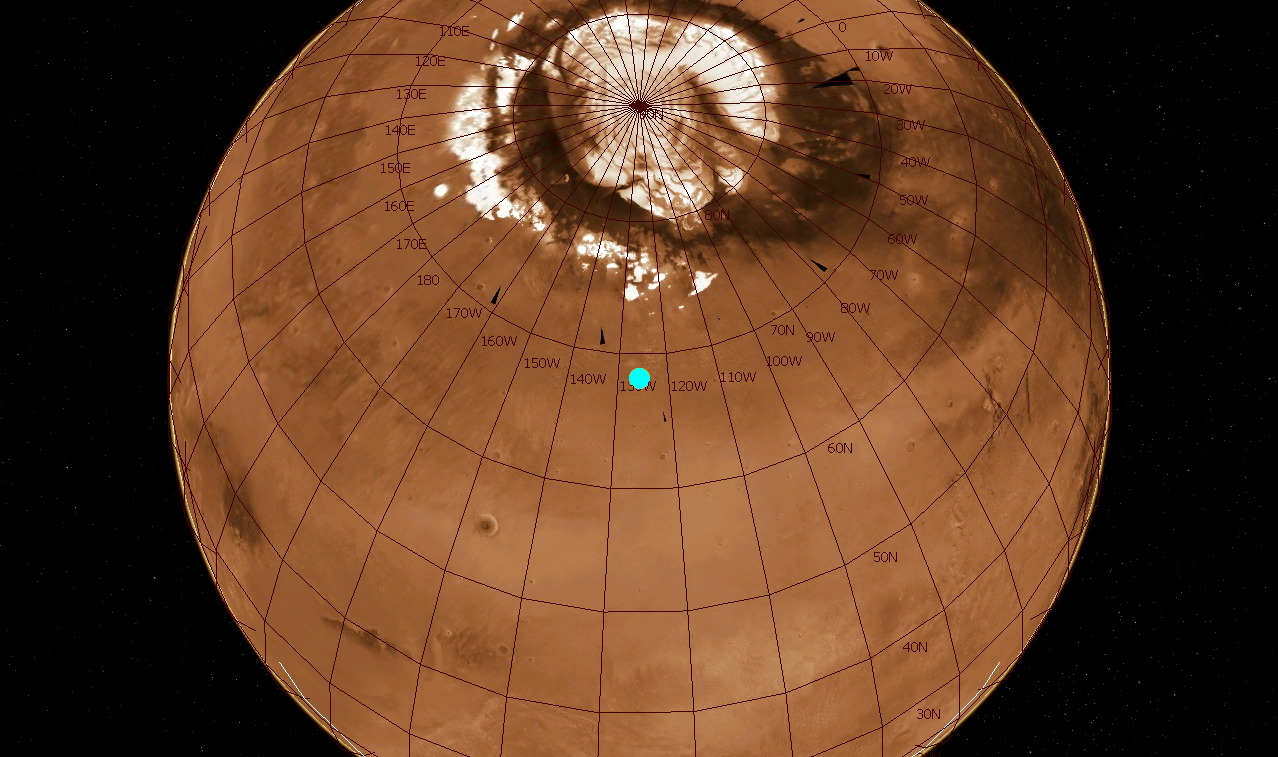
Locul amartizării lui Phoenix, în apropierea calotei polare

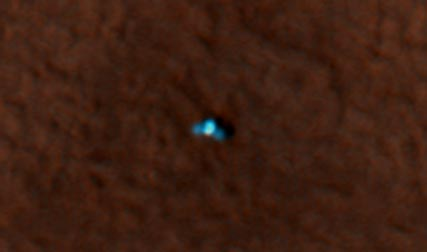
Imagine de la MRO care îl arată pe Phoenix pe suprafața lui Marte. Vezi și
o imagine mai mare cu parașuta și scutul termic.

Phoenix a amartizat în Valea Verde din Vastitas Borealis la 25 mai 2008, într-o zi de la sfârșitul primăverii din emisfera de nord marțiană (Ls = 76,73), unde Soarele a luminat panourile sale solare pe toată durata zilei marțiene. Până la solstițiul de vară din emisfera nordică marțiană, care a avut loc la 25 iunie 2008, Soarele a apărut la poziția maximă de 47 grade. Phoenix a văzut primul apus de soare la începutul lui septembrie 2008.
Amartizarea a avut loc pe o suprafață plată, cu landerul raportând o înclinație de doar 0,3 grade. Cu puțin timp înainte, nava și-a folosit motoarele pentru a orienta panourile solare pe o axă est-vest pentru a maximiza generarea de energie electrică. Landerul a așteptat 15 minute până a-și deschide panourile solare, pentru a lăsa praful să se așeze. Primele imagini de la acesta au fost disponibile în jurul orei 2:00 în ziua de 26 mai 2008. Imaginile arată o suprafață cu pietriș și crestată de mici ravene în poligoane de 5 m lățime și 10 cm înălțime, și lipsită de dealuri și stânci.
Ca și nava spațială Viking din anii 1970, Phoenix s-a folosit de motoarele rachetei în coborârea sa finală. Experimentele efectuate de Nilton Renno, cercetător al misiunii din partea Universității Michigan, și de studenții săi au studiat cât de mult praf de pe suprafață avea să fie ridicat de amartizarea robotului. Cercetătorii de la Universitatea Tufts, conduși de Sam Kounaves, au efectuat alte experimente pentru a identifica cât de mult a fost contaminat mediul cu amoniac de la motoarele cu hidrazină și posibilele efecte ale acestei contaminări asupra experimentelor chimice efectuate de robot. În 2007, un raport trimis American Astronomical Society de către profesorul Dirk Schulze-Makuch de la Washington State University, a sugerat că Marte ar putea avea forme de viață pe bază de peroxid de hidrogen pe care landerele Viking nu le-au putut detecta din cauza condițiilor chimice neașteptate. Ipoteza fusese avansată cu mult după ce nu s-au mai putut aduce modificări lui Phoenix. Unul dintre investigatorii misiunii Phoenix, astrobiologul NASA Chris McKay, a afirmat că raportul i-a „stârnit interesul” și că se vor căuta moduri de a testa această ipoteză cu instrumentația de pe Phoenix.

### Misiunea de la suprafață

#### Comunicarea de la suprafață

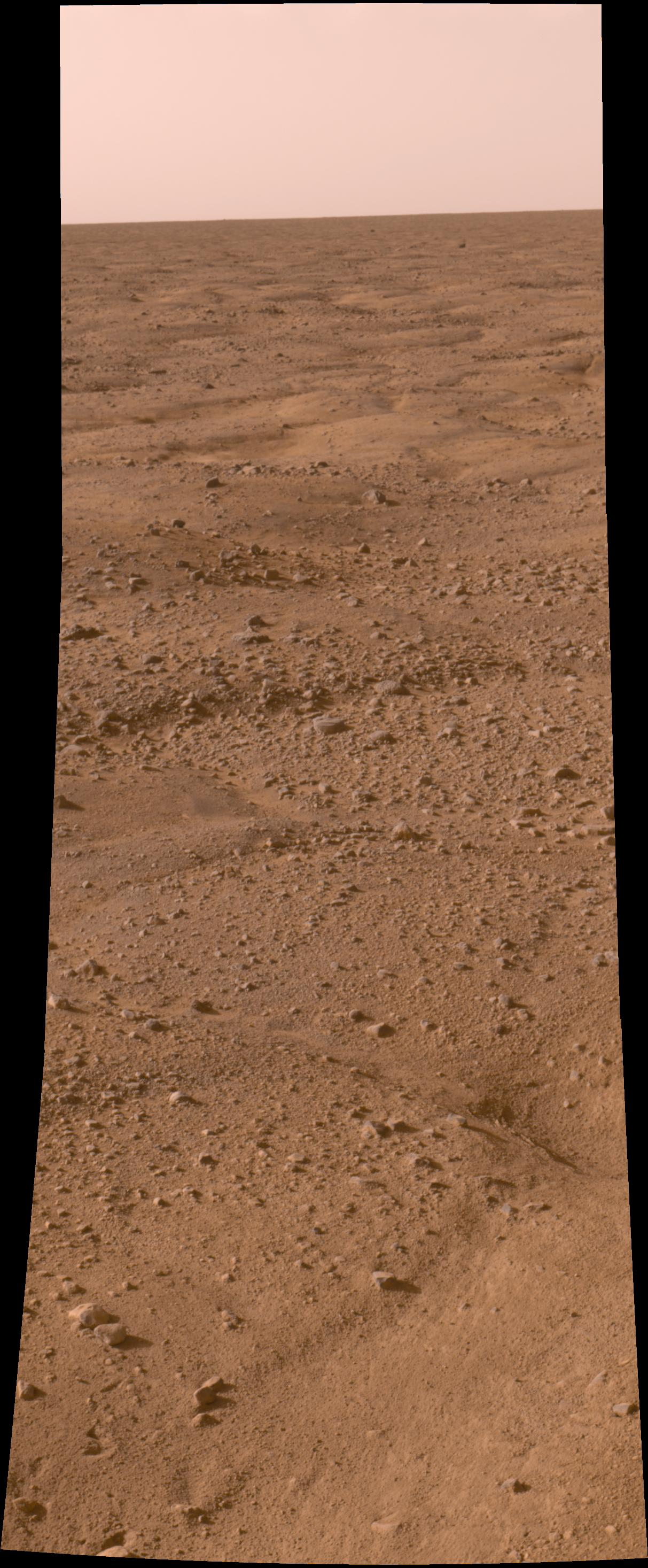
Fotomozaic în culori aproximative ce prezintă poligoanele de crioturbaţie cauzate de solul marțian înghețat permanent.

Prima mișcare a brațului robotic a fost întârziată cu o zi când, la 27 mai 2008, comenzile de pe Pământ nu au mai fost retransmise către Phoenix, la solul planetei Marte. Comenzile ajungeau la Mars Reconnaissance Orbiter, după cum era planificat, dar sistemul de radio UHF Electra, de retransmitere a comenzilor către Phoenix s-a închis temporar. În lipsă de noi comenzi, landerul a executat o serie de comenzi de rezervă trimise la 26 mai. Pe 27 mai, Mars Reconnaissance Orbiter a retransmis spre Pământ imagini și alte informații rezultate în urma acestor activități.
Brațul robotic a fost o componentă critică a misiunii Phoenix. La 28 mai, oamenii de știință care gestionau misiunea au trimis comenzile pentru pregătirea brațului robotic și efectuarea de fotografii de la locul amartizării. Imaginile au arătat că nava aterizase într-un loc în care putea săpa prin centrul unui poligon aflat dincolo de ravenă.
Crăpăturile poligonale din zonă fuseseră observate de pe orbită, și se aseamănă cu șabloane observate în regiunile cu sol înghețat din regiunile polare și de mare altitudine de pe Pământ. Un mecanism probabil de formare este contractarea gheții din sol la scăderea temperaturii, rezultând în crearea șabloanelor poligonale de crăpături, care apoi se umplu cu sol sau praf care cade. Când temperatura crește și gheața se dilată înapoi la vechiul volum, nu mai poate prelua vechea formă, fiind forțată să curbeze solul în sus. (pe Pământ, apa lichidă intră și ea, probabil, uneori în crăpături împreună cu solul, creând perturbații suplimentare.)
Brațul robotic al landerului a atins solul planetei roșii pentru prima dată la 31 mai 2008. Robotul a săpat puțin și a început  să colecteze eșantioane de sol marțian în căutarea gheții după câteva zile de teste. Camera foto de pe brațul robotic al lui Phoenix a obținut o imagine de sub lander în a cincea zi marțiană care arată porțiuni acoperite cu o suprafață netedă și lucioasă descoperită de suflul motoarelor care au dat la o parte solul de deasupra. Mai târziu, s-a constatat că acea suprafață este gheață. Ray Arvidson de la Washington University, St. Louis a spus: „Ar putea la fel de bine să fie piatră, sau gheață expusă în zona de suflu din spatele rachetei.”
- Comparație între poligoanele fotografiate de Phoenix pe Marte...
- ... și aceleași poligoane fotografiate (în colorit fals) de pe orbita planetei...
- ... cu pământul de pe Insula Devon din zona arctică din Canada, pe Pământ.

#### Prezența apei înghețate la mică adâncime
La 19 iunie 2008, NASA a anunțat că unele bucăți de material strălucitor de mărimea unor zaruri scoase din șanțul săpat de brațul robotic s-au evaporat în decurs de patru zile, sugerând că aceștia erau compuși din apă înghețată care s-a sublimat ca urmare a expunerii la condițiile atmosferice. Și dioxidul de carbol solid sublimează, în condițiile date, dar cu o viteză mult mai mare decât cea observată.
La 31 iulie 2008, NASA a anunțat că Phoenix a confirmat prezența apei înghețate pe Marte, așa cum a fost prezis în 2002 de către orbiterul Mars Odyssey. În timpul ciclului inițial de încălzire al unei noi probe, spectro spectrometrul de masă TEGA a detectat vapori de apă în momentul în care temperatura eșantionului a atins 0 °C.
Apa în stare lichidă nu poate exista pe suprafața planetei Marte, cu excepția unor perioade scurte în zonele cu altitudinea cea mai joasă, din cauza presiunii atmosferice extrem de reduse.
Cu Phoenix în stare bună de funcționare, NASA a anunțat finanțarea operațiunilor până la 30 septembrie 2008. Echipa științifică a lucrat pentru a determina dacă gheața se topește vreodată suficient încât să fie disponibilă pentru procesele vitale și dacă sunt prezente substanțe chimice pe bază de carbon și alte minerale necesare vieții.
- Primele două șanțuri săpate de Phoenix în solul marțian. Șanțul din dreapta, denumit „Baby Bear” („Ursulețul”), este sursa primelor eșantioane Arhivat în 18 martie 2012, la Wayback Machine. analizate de TEGA și de microscopul optic.
- Bucăți de material lucios în șanțul „Dodo-Goldilocks” au dispărut după câteva zile, sugerând că ele sunt formate din gheață care sublimează în urma expunerii.[41]

#### Analizele de chimia fluidelor
La 24 iunie 2008, oamenii de știință de la NASA au lansat o serie majoră de analize. Brațul robotic a strâns din nou sol și l-a pus la dispoziția a 3 analizoare diferite de la bord: un cuptor care l-a încălzit și a analizat gazele emise, un microscop, și un laborator de chimia fluidelor. Brațul robotic al landerului cu solul adunat a fost adus deasupra pâlniei de intrare a laboratorului de chimia fluidelor în ziua marțiană de operare numărul 29 (24 iunie 2008). Solul a fost transferat pe instrument în ziua 30 (25 iunie 2008), iar Phoenix a efectuat primele analize chimice. În ziua 31 (26 iunie 2008) Phoenix a furnizat rezultatele analizei cu informații privind sărurile din sol și aciditatea acestuia. Laboratorul de chimia fluidelor a făcut parte din suita de instrumente denumite MECA (prescurtare de la Microscopy, Electrochemistry and Conductivity Analyzer—Analizor de Microscopie, Electrochimie și Conductivitate).
Rezultatele preliminare au arătat că solul de la suprafață este moderat alcalin, cu un pH între 8 și 9. S-au găsit ioni de magneziu, sodiu, potasiu și clorură; nivelul total de salinitate este modest. Nivelul ionului clorură este scăzut, și astfel anioni prezenți nu au fost identificați de la început. pH-ul și salinitatea sunt neproblematice din punct de vedere al biologiei. Analiza TEGA a primului eșantion de sol a indicat prezența apei și a dioxidului de carbon eliberate în ultima fază a ciclului de încălzire (cea mai înaltă temperatură, 1000 °C).
La 1 august 2008, Aviation Week a relatat că „NASA a anunțat Casa Albă despre planurile de a face un anunț important privind noile descoperiri majore ale landerului Phoenix privind «potențialul de viață» pe Marte.” Aceasta a condus la speculații în mass-media privind descoperirea unor urme de viață. Pentru a frâna speculațiile, NASA a publicat date preliminare și descoperiri neconfirmate care sugerau că solul de pe Marte conține perclorat și astfel nu ar fi atât de similar Pământului cât se credea.

### Încetarea operațiunilor
La 28 octombrie 2008, robotul a intrat în safe mode din cauza unor constrângeri energetice cauzate de cantitatea insuficientă de lumină solară care ajunge la lander în această perioadă a anului marțian. Planul de a închide cele patru sisteme de încălzire care păstrează echipamentul cald a fost accelerat. La scoaterea robotului din safe mode, au fost trimise comenzi de oprire pentru două dintre sistemele de încălzire, în loc de a se opri doar unul, așa cum se intenționa pentru primul pas. Sistemele de încălzire în cauză furnizau căldură pentru brațul robotic, instrumentul TEGA și o unitate pirotehnică neutilizată de la amartizare, și deci aceste instrumente au fost oprite.
Landerul a fost proiectat pentru a funcționa timp de 90 de zile, și a depășit această durată de funcționare de la sfârșitul cu succes al misiunii sale de bază în august 2008. La 10 noiembrie, Controlul Misiunii Phoenix a raportat pierderea contactului cu landerul Phoenix (ultimul semnal fusese recepționat la 2 noiembrie). Imediat înainte, Phoenix își transmisese ultimul mesaj: "Triumph" în binar. Robotul ar mai fi putut funcționa încă trei săptămâni, dar a fost împiedicat de o furtună de nisip care a redus și mai mult ritmul de generare a energiei.
În timp ce activitatea robotului s-a încheiat, analiza datelor provenite de pe instrumentele sale este în fazele incipiente. Sunt puține șanse ca Phoenix să supraviețuiască în condițiile dure de mediu (va fi acoperit de gheață carbonică de-a lungul iernii marțiene); totuși, calculatorul robotului are un safe mode care, teoretic, va încerca să restabilească comunicațiile când și dacă landerul va mai putea să-și reîncarce bateriile odată cu venirea primăverii.

### Rezultatele misiunii

#### Geografia și geologia zonei
Spre deosebire de alte locuri de pe Marte vizitate cu landere (Viking și Pathfinder), aproape toate rocile de lângă Phoenix sunt mici. Pe distanțele pe care a putut vedea camera, terenul este plat, cu forme de poligoane cu diametrul între 2-3 metri limitate de șanțuri adânci de 20–50 cm. Aceste forme se datorează contractării și dilatării gheții din sol, pe măsură ce fluctuează temperatura. Microscopul a arătat că solul din partea superioară a poligoanelor este compus din particule plate (probabil un fel de argilă) și din particule rotunjite. De asemenea, spre deosebire de alte locuri de pe Marte, aici nu sunt dune și forme de relief. Gheața este prezentă la câțiva centimetri sub suprafață în mijlocul poligoanelor, iar în jurul marginilor are o adâncime de cel puțin 20 de centimetri. Când gheața este expusă atmosferei marțiene, ea sublimează încet.

#### Vremea
S-au observat căderi de zăpadă din nori cirrus. Norii s-au format în atmosferă la o altitudine la care temperatura este de aproximativ -65 °C, deci norii erau compuși probabil din gheață, nu din dioxid de carbon solidificat, deoarece temperatura de formare a zăpezii carbonice este mult mai scăzută—sub -120 °C. Ca rezultat al misiunii, acum se crede că între timp s-ar fi acumulat zăpadă și gheață în acest punct.  Aceasta reprezintă un punct de cotitură în înțelegerea meteorologiei marțiene. Viteza vântului a fluctuat între 11 și 58 km/h. Viteza medie a fost în jur de 36 km/h. Aceste viteze par mari, dar atmosfera planetei Marte este foarte rarefiată—are o densitate de sub 1% din cea a Pământului—și nu a supus sonda la forțe prea mari. Ce a mai ridicată temperatură măsurată în timpul misiunii a fost de -19,6 °C, iar cea mai scăzută a fost de -97,7 °C.

#### Cicluri climatice
Interpretarea datelor transmise de sondă a fost publicată în revista Science. Conform datelor verificate de specialiști, prezența gheții a fost confirmată, la fel și concluzia că zona a avut parte în trecutul recent de un climat mai umed și mai cald. Găsirea de carbonat de calciu în solul marțian îi face pe oamenii de știință să creadă că locul fusese o zonă umedă în trecutul geologic. De-a lungul ciclurilor diurne sau sezoniere, apa ar fi putut fi prezentă sub formă de pelicule subțiri. Înclinația planetei Marte se modifică mult mai rapid și mai frecvent decât cea a Pământului; de aceea, sunt probabile și perioade de umiditate mai ridicată. Datele au confirmat și prezența percloratului. Percloratul formează mai puțin de câteva zecimi de procent din mostrele de sol și, pe Pământ, este folosit drept hrană de unele bacterii. O altă lucrare susține că zăpada detectată anterior ar putea conduce la o acumulare de gheață. Problema prezenței compușilor organici rămâne deschisă, deoarece mostrele ce conțineau perclorat ar fi dus la dezagregarea compușilor organici.

#### Chimia suprafeței
Rezultatele publicate în revista Science după finalul misiunii au arătat că unele mostre conțineau cloruri, bicarbonați, magneziu, sodiu potasiu, calciu, și, posibil, sulfați. pH-ul a fost calculat a fi 7,7 + sau - 0,5. A fost detectat perclorat (ClO4), un puternic oxidant. În anumite condiții, percloratul poate împiedica dezvoltarea vieții; unele microorganisme însa, obțin energie din această substanță prin reducere anaerobă. Când se amestecă cu apa, el poate reduce cu mult punctul de îngheț, într-o manieră similară cu sarea. Percloratul poate, deci, duce la formarea de mici cantități de apă lichidă pe Marte.

## Echipamentele științifice

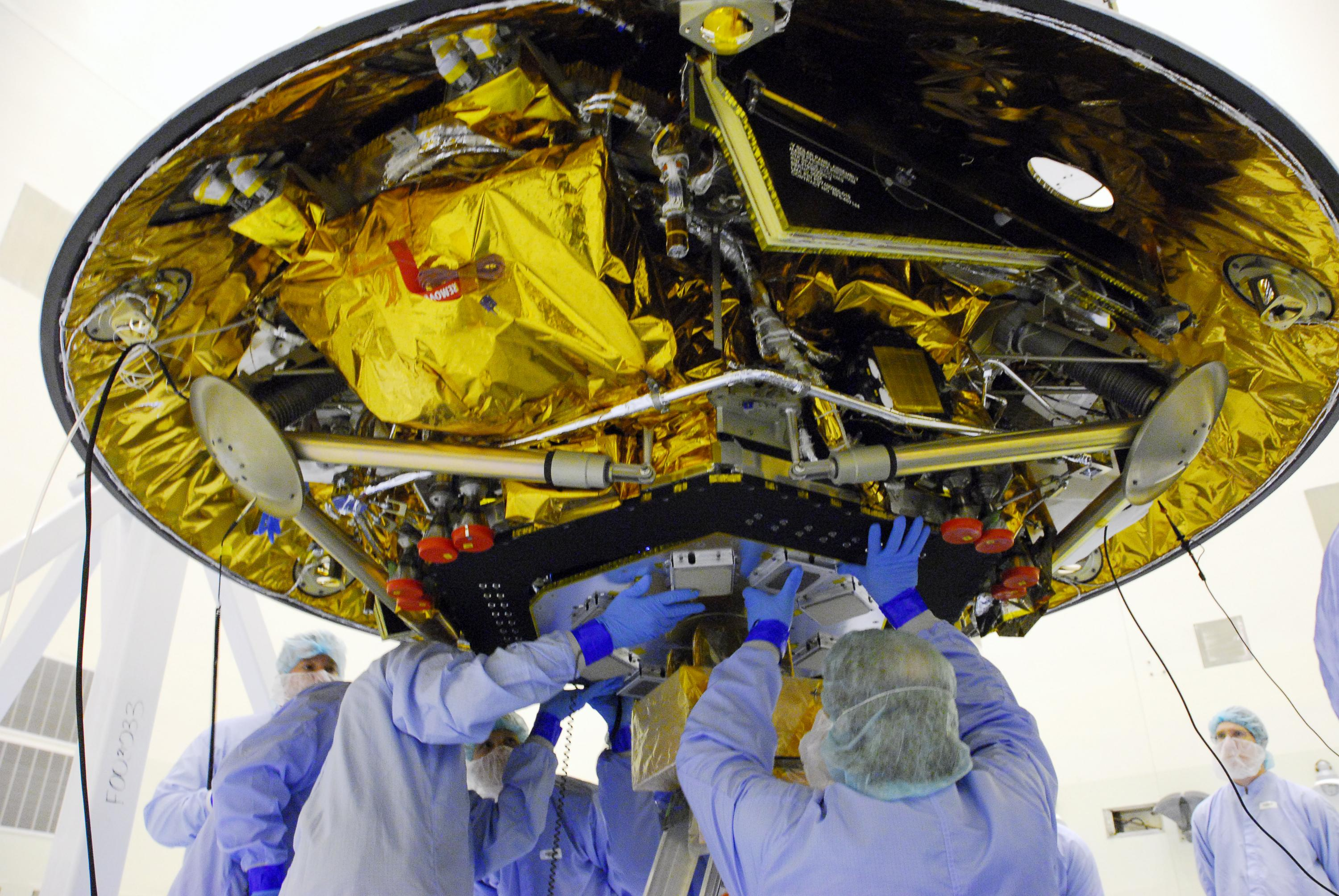
Phoenix în procesul de echipare efectuat de inginerii NASA

Phoenix poartă versiuni îmbunătățite ale camerelor panoramice realizate de Universitatea Arizona și instrumente de analiză de la Mars Polar Lander, precum și experimente construite pentru proiectul anulat Mars Surveyor Lander, inclusiv un braț robotic JPL pentru săpat gropi, un set de laboratoare de chimia fluidelor, și microscoape optice și cu forță atomică. Robotul mai dispune și de o cameră foto pentru coborâre și o suită de instrumente meteorologice.

### Brațul robotic și camera

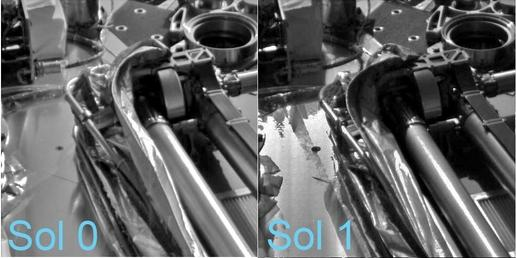
Braţul robotic pentru săpare. Stânga: la amartizare, acoperit. Dreapta: a doua zi, cu învelişul înlăturat.

Brațul robotic este proiectat să se întindă 2,35 m de la baza sa aflată pe lander, și poate săpa până la 0,5 m sub suprafață. A luat eșatioane de sol și gheață ce au fost analizate de alte instrumente de pe lander. Brațul a fost proiectat și construit pentru Jet Propulsion Laboratory de Alliance Spacesystems, LLC (o subsidiară a MacDonald Dettwiler & Associates (MDA)) în Pasadena, California. Comenzile de desfășurare a brațului au fost trimise la 28 mai 2008, începând cu înlăturarea învelișului protector instalat pentru ca măsură redundantă de protecție împotriva potențialei contaminări a subsolului marțian cu forme de viață pământene.
Camera brațului robotic atașată de acesta puțin deasupra capătului de săpat a putut efectua fotografii color ale zonei, și a verificat eșantioanele aduse prin săpare. Camera a fost produsă de Universitatea Arizona și de Institutul Max Planck pentru Cercetarea Sistemului Solar, Germania.

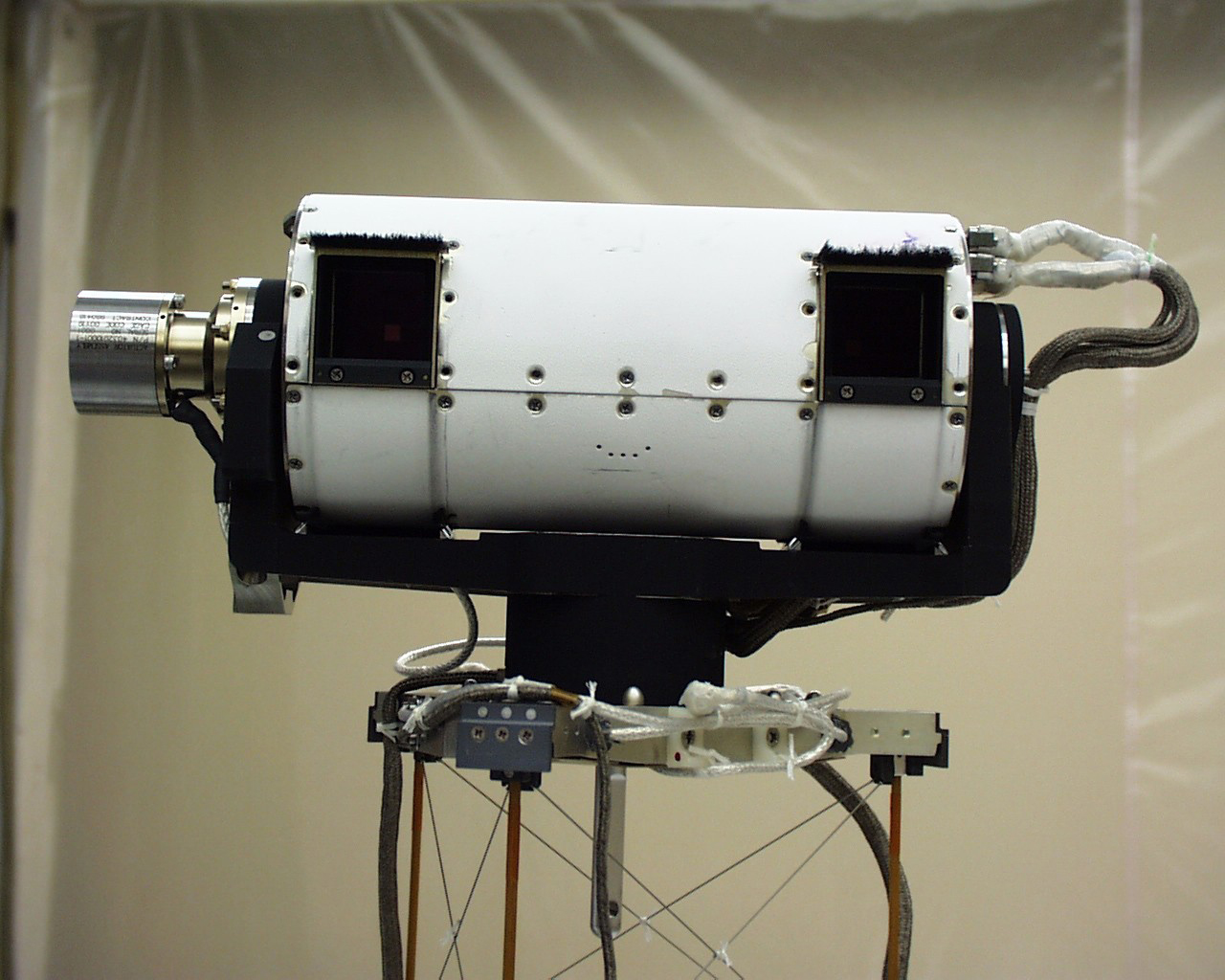
Surface Stereo Imager (SSI), cameră construită de Universitatea Arizona.

### Surface stereo imager
Surface Stereo Imager (SSI) este camera principală a robotului. Este o cameră foto stereo descrisă ca „o variantă îmbunătățită, cu mărirea rezoluției, a camerei folosite pe Mars Pathfinder și pe Mars Polar Lander”. Acest aparat a realizat câteva imagini ale zonei arctice marțiene, și a servit la măsurarea distorsiunii atmosferice cauzată de praf, aer și alți factori, folosindu-se de Soare ca punct de referință. Camera a fost furnizată de Universitatea Arizona în colaborare cu Institutul Max Planck pentru Cercetarea Sistemului Solar.

### Thermal and evolved gas analyzer

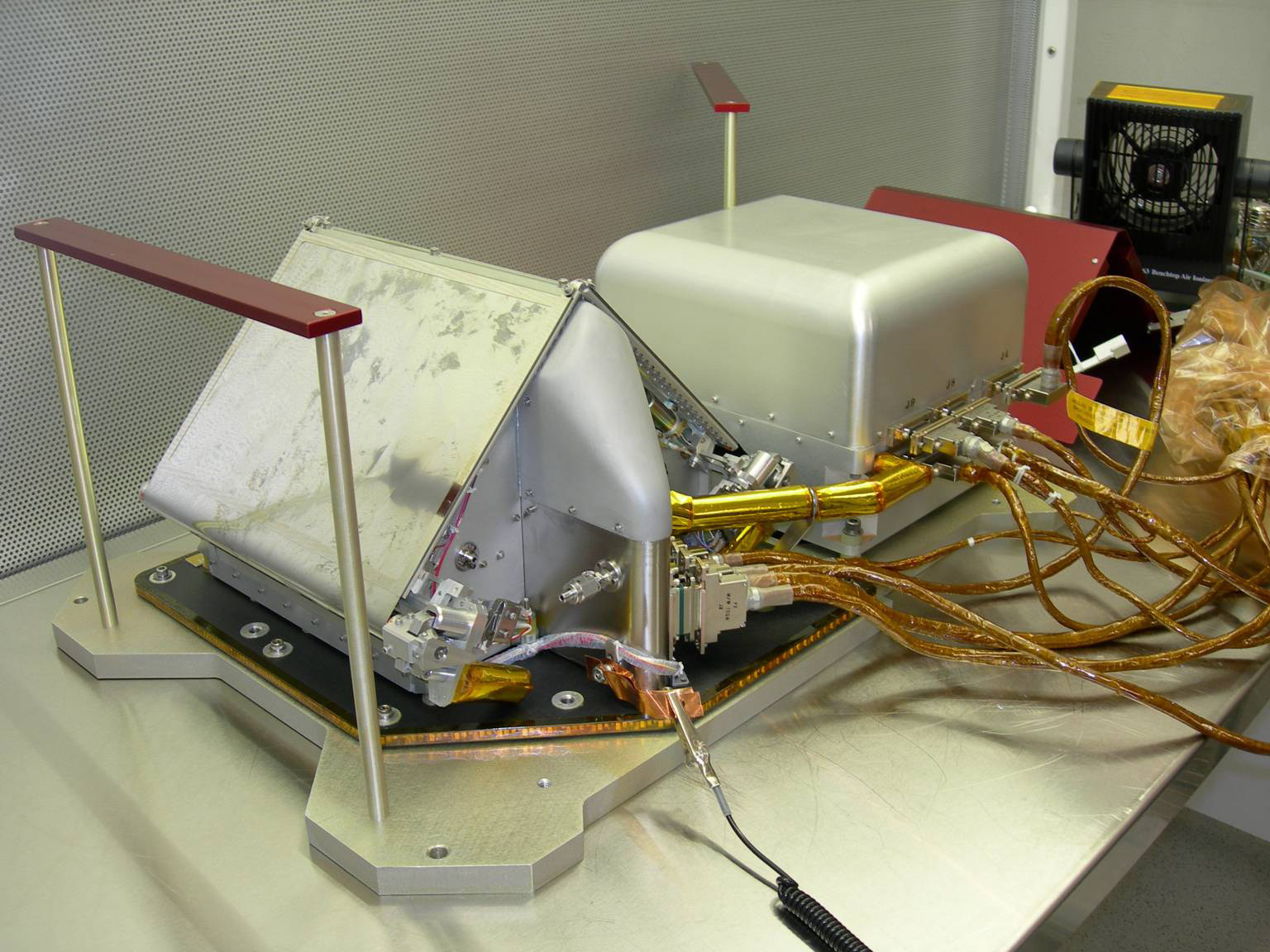
Thermal and Evolved Gas Analyzer (TEGA).

Thermal and Evolved Gas Analyzer (TEGA) este un cuptor de înalte temperaturi combinat cu un spectrometru de masă. A fost utilizat pentru a încălzi eșantioanele de praf marțian și a determina conținutul lor. Are opt cuptoare, fiecare de dimensiunea unui pix mai mare, fiecare capabil să analizeze câte un eșantion, pentru un total de opt eșantioane separate. Membrii echipei au măsurat câți vapori de apă și cât dioxid de carbon este emis, câtă apă conțineau eșantioanele analizate, și ce minerale care s-ar fi putut forma în cadrul unui climat mai umed și mai cald sunt prezente. Instrumentul a măsurat și cantitatea de compuși organici volatili, ca metanul, cu o precizie de 10 părți pe notație. TEGA a fost construit de Universitatea Arizona și Universitatea Texas din Dallas.
La 29 mai 2008, testele electrice au indicat un scurtcircuit intermitent în TEGA, mai precis la unul din cele două filamente responsabile cu ionizarea compușilor volatili. NASA a ocolit problema configurând filamentul de rezervă ca filament principal și viceversa.
La 11 iunie primul din cele opt cuptoare a fost umplut cu un eșantion de sol după câteva încercări de a trece proba prin ecranul TEGA. La 17 iunie s-a anunțat că nu s-a găsit apă în acest eșantion; totuși, deoarece el a fost expus atmosferei câteva zile înainte de a fi pus în cuptor, orice gheață care ar fi existat inițial în solul testat s-ar fi pierdut prin sublimare.

### Analizorul de microscopie, electrochimie și conductivitate

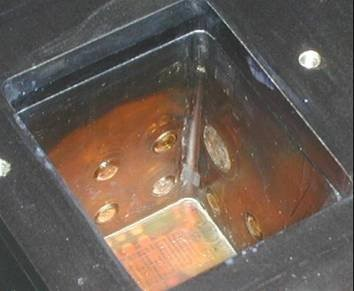
Un prototip de vas metalic pentru MECA, cu senzori electrochimici pe margine.

Analizorul de microscopie, electrochimie și conductivitate (în engleză Microscopy, Electrochemistry, and Conductivity Analyzer, MECA) este un pachet de instrumente proiectat inițial pentru misiunea din 2001 Mars Surveyor Lander, care a fost anulată. El constă dintr-un laborator de chimia lichidelor, un microscop optic și unul cu forță atomică și o sondă de conductivitate electrică și termică. Jet Propulsion Laboratory a construit MECA. Un consorțiu elvețian condus de Universitatea Neuchatel a contribuit cu microscopul cu forță atomică.
Utilizând MECA, cercetătorii au examinat particule de sol cu diametrul de până la 16 μm; în plus, ei au încercat să determine compoziția chimică a ionilor solubili în apă din sol. Au măsurat și conductivitatea electrică și termică a particulelor de sol cu ajutorul unei sonde aflată pe brațul robotic.

#### Roata de eșantioane și zona de translație
Acest instrument aduce 6 din 69 de suporturi de eșantioane la o deschidere din instrumentul MECA la care brațul robotic aduce eșantioanele pe care le preia și le transferă spre microscopul optic și cel cu forță atomică.

#### Microscopul optic
Microscopul optic, proiectat la Universitatea Arizona, realizează imagini ale regolitului marțian cu o rezoluție de 256 pixeli/mm sau 16 micrometri/pixel. Lărgimea câmpului vizual al microscopului este un suport de 2x2 mm la care brațul robotic aduce eșantionul. Acesta este luminat fie de 9 LEDuri roșii, verzi și albastre, fie de 3 LEDuri care emit lumină ultravioletă. Electronica ce face citirea cipului CCD este aceeași cu cea a camerei brațului robotic care are un senzor CCD identic.

#### Microscopul cu forță atomică
Microscopul cu forță atomică are acces la o zonă restrânsă a eșantionului, livrat microscopului optic. Instrumentul scanează eșantionul cu unul din cele 8 vârfuri de cristal de siliciu și măsoară forțele de respingere pe care le suferă vârful cristalului din cauza eșantionului. Rezoluția maximă este de 0,1 micrometri. El a fost proiectat de Universitatea Neuchatel.

#### Laboratorul de chimia lichidelor

Ilustraţie a felului în care laboratorul de chimia lichidelor de pe Phoenix amestecă solul marţian cu apă

Ansamblul de senzori de chimia lichidelor a fost proiectat și construit de Thermo Fisher Scientific, fostă Orion Research, Inc., din Beverly, Massachusetts.  Ansamblul actuator a fost proiectat și construit de Starsys Research din Boulder, Colorado. Universitatea Tufts a dezvoltat pastilele de reactiv care fac parte din experimentele laboratorului de chimia lichidelor. Imperial College London a furnizat substraturile pentru eșantioane ale microscopului.
Brațul robotic aduna puțin sol, îl punea într-una din cele patru celule ale laboratorului, acolo se adăuga apa, și, în timp ce se amesteca, un tablou de senzori electrochimici măsura o serie de ioni dizolvați, cum ar fi sodiu, magneziu, calciu, și sulfat, ioni care au trecut din sol în apă. Aceasta a furnizat informații referitoare la compatibilitatea biologică a solului, atât pentru posibili microbi indigeni, cât și pentru eventuali viitori vizitatori de pe Pământ.
Fiecare celulă a laboratorului de chimia lichidelor are 26 de senzori chimici și un senzor de temperatură. Electrozii Selectivi de Ioni din polimer pot determina concentrația de ioni prin măsurarea potențialul electric din senzor, separat de celula laboratorului printr-o membrană ce filtrează ionii. Cei doi electrozi detectori de gaze pentru oxigen și dioxid de carbon funcționează pe același principiu și sunt separați de celula laboratorului chimic printr-o membrană permeabilă pentru gaze. Un tablou de micro-electrozi din aur este utilizat pentru voltametrie ciclică și voltametrie cu stripping anodic. Ciclovoltametria este o tehnică de studiere a ionilor prin aplicarea unei forme de undă cu potențial variabil și măsurarea curbei curent-tensiune. Voltametria cu stripping anodic depune întâi metalele pe electrodul de aur prin aplicarea unui potențial. După inversarea potențialului, se măsoară curentul pe măsură ce metalele părăsesc electrodul.
Primele măsurători au indicat că stratul superficial conține săruri solubile în apă și are un pH între 8 și 9. Analizele adiționale efectuate asupra compoziției solului au relevat prezența percloraților, și a agenților oxidanți.

### Sonda de conductivitate electrică și termică (TECP)
MECA conține o sondă de conductivitate electrică și termică (în engleză Thermal and Electrical Conductivity Probe, TECP). TECP are patru ace scurte și groase și un port pe cealaltă parte a carcasei și efectuează următoarele măsurători:

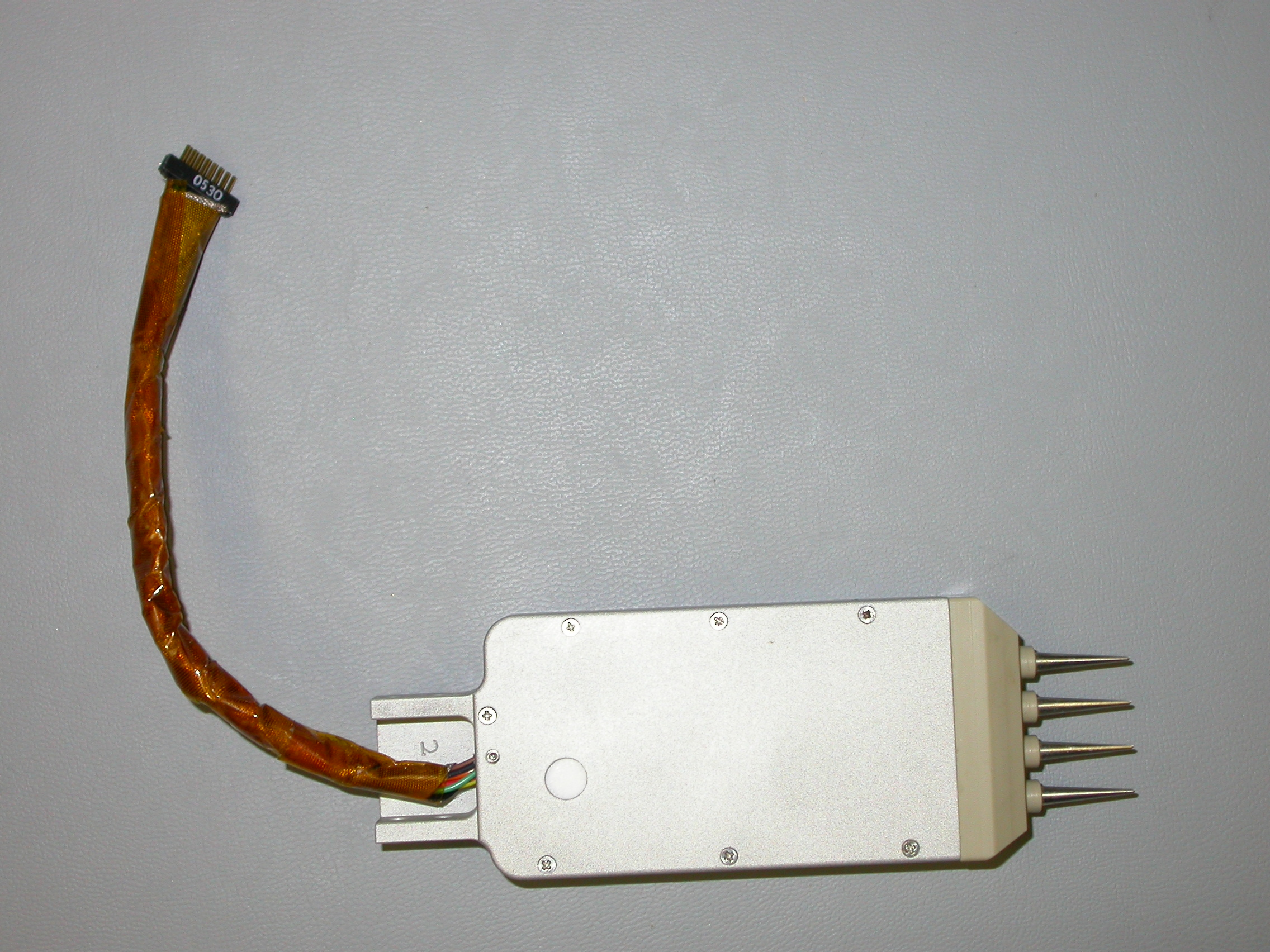
Sonda de conductivitate electrică şi termică (TECP) cu patru ace detectoare metalice montate pe un cap de plastic.

- Temperatura solului (regolitului marțian)
- Umiditatea
- Conductivitatea termică
- Conductivitatea electrică
- Permitivitatea dielectrică
- Viteza vântului
- Temperatura atmosferică

Trei dintre cele patru sonde au mici elemente de încălzire și senzori de temperatură montați înăuntru. O sondă utilizează elementele interne de încălzire pentru a trimite un impuls de căldură, înregistrând momentul în care s-a trimis impulsul și măsurând durata de timp în care se disipează căldura de pe sondă. Acele adiacente detectează sosirea impulsului de căldură. Viteza cu care se deplasează căldura de la sondă, precum și viteza cu care se deplasează de la o sondă la alta permite oamenilor de știință să măsoare conductivitatea termică, dar și capacitatea termică masică și difuzivitatea termică (viteza cu care se propagă o perturbație termică în sol).
Sondele măsoară și permitivitatea dielectrică și conductivitatea electrică, care pot fi folosite pentru a calcula gradul de umezeală și de salinitate al regolitului. Acele 1 și 2 funcționează conjuncție și măsoară sărurile din regolit, încălzesc solul pentru a măsura proprietățile termice ale acestuia (difuzivitate și conductivitate termică, și capacitate termică masică), și măsoară temperatura solului. Acele 3 și 4 măsoară apa lichidă din regolit. Acul 4 este un termometru de referință pentru acele 1 și 2. Portul 5 măsoară umiditatea relativă.

### Stația meteorologică
Stația meteorologică (MET) a înregistrat date despre vremea de pe Marte de-a lungul misiunii Phoenix. Este echipată cu un indicator de vânt și cu senzori de presiune și temperatură. MET conține și un dispozitiv LIDAR (în engleză light detection and ranging, detecție și localizare a luminii) pentru eșantionarea numărului de particule de praf din aer. A fost proiectată în Canada și susținută de Agenția Spațială Canadiană. O echipă condusă de Universitatea York a supervizat operațiunile științifice ale stației meteo. Echipa Universității York a primit contribuții din partea Universitatea Alberta, Universității Aarhus (Danemarca), Dalhousie University, Institutului Meteorologic Finlandez, Optech și a Geological Survey of Canada. MacDonald Dettwiler and Associates (MDA) din Richmond, British Columbia a construit MET.

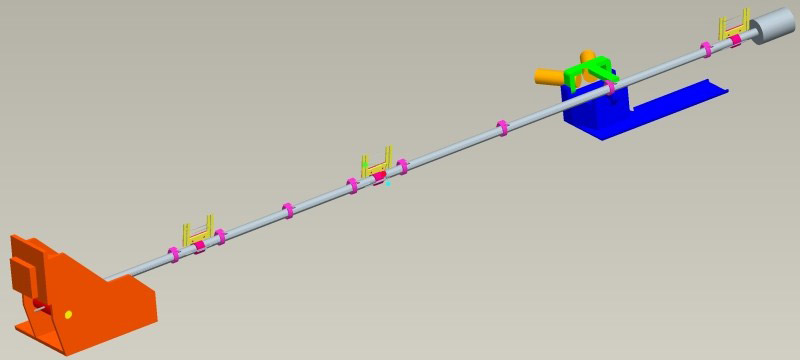
Staţia Meteorologică (MET) construită de Agenţia Spaţială Canadiană.

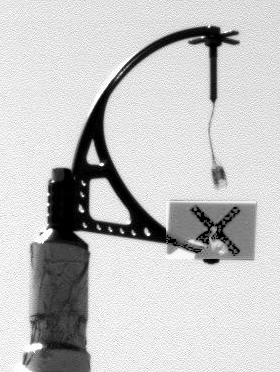
Phoenix a desfăşurat şi apoi a fotografiat catargul meteorologic care susţine indicatorul de referinţă pentru viteza şi direcţia vântului la o înălţime de. Această imagine arată vântul bătând dinspre nord-est în solul 3.

Viteza vântului, presiunea și temperatura la suprafață au fost monitorizate de-a lungul misiunii și arată evoluția în timp a condițiilor atmosferice. Pentru a măsura contribuția prafului și a gheții în atmosferă, a fost folosit un LIDAR. LIDARul a  adunat informații despre structura dependentă de timp a stratului inferior al atmosferei investigând distribuția pe verticală a prafului, gheții, ceții și norilor din atmosfera locală.
Există trei senzori de temperatură (termocupluri) pe un catarg vertical de 1 m înălțime la înălțimi de aproximativ 250, 500 respectiv 1000 mm deasupra punții landerului. Senzorii au drept temperatură de referință una măsurată la baza catargului. Un senzor de presiune construit de Institutul Meteorologic Finlandez se află în cutia de instrumente electronice, care stă pe suprafața punții, și găzduiește dispozitivele electronice de achiziție pentru instrumentele meteo. Senzorii de temperatură și presiune au început să funcționeze în solul 0 (26 mai 2008) și au operat continuu, eșantionând la fiecare 2 secunde.
Reperul de vânt este un instrument canadiano-danez care furnizează o estimare a vitezei și direcției vântului. Viteza se bazează pe cantitatea de deviere de la verticală observată, iar direcția vântului este dedusă din direcția în care este el deviat. O oglindă, aflată sub reper, și o cruce de calibrare aflată deasupra sunt folosite pentru a mări precizia măsurătorilor. Fie SSI, fie camerele de pe brațul robotic pot efectua această măsurătoare, dar de obicei a fost folosită doar prima. Observațiile periodice pe timp de zi și noapte ajută la înțelegerea variațiilor diurne ale vântului în locul amartizării lui Phoenix.
LIDARul îndreptat în sus detectează mai multe tipuri de împrăștiere a luminii (de exemplu, împrăștiere Rayleigh sau împrăștiere Mie), altitudinea la care împrăștierea are loc fiind determinată de întârzierea între generarea de impuls laser și revenirea luminii împrăștiate de particulele atmosferice. Informații suplimentare s-au obținut din împrăștierea luminii la diferite lungimi de undă (culori), iar sistemul Phoenix a transmis atât la 532 nm cât și la 1.064 nm. Această dependență de lungimea de undă poate face posibil diferențierea între praf și gheață, și poate servi ca indicator al dimensiunii efective a particulelor.
Laserul LIDAR al lui Phoenix este un laser Nd:YAG cu comutare Q cu lungime de undă duală, de 1.064 nm și 532 nm. Operează la 100 Hz cu o durată a impulsului de 10 ns. Lumina împrăștiată este primită de două detectoare (verde și infraroșu) iar semnalul verde este colectat atât în modul analogic, cât și în cel cu numărare de fotoni.

Lidar în funcţiune.

LIDARul a fost pus în funcțiune la mijlocul solului 3 (29 mai 2008), înregistrând primul profil atmosferic de suprafață de pe altă planetă. Acest profil a indicat praf bine amestecat în primii kilometri ai atmosferei lui Marte, unde stratul superficial a fost observat printr-o puternică scădere a semnalului împrăștiat. Există și un efect datorat încălzirii laserului, care dă aparența creșterii în timp a cantității de praf. Un strat aflat la 3,5 km poate fi observat în grafic, strat care ar putea fi mai mult praf, sau, mai puțin probabil, un nor de gheață la altitudine joasă.
Imaginea din stânga arată laserul LIDAR funcționând pe suprafața lui Marte, după cum a fost observat de SSI privind direct în sus, laserul este „linia” verticală. Praful de deasupra se poate vedea atât în mișcare în fundal, cât și trecând prin raza laser sub formă de puncte strălucitoare. Faptul că raza pare a se termina este rezultatul unghiului extrem de mic sub care SSI observă laserul.

## DVD-ulPhoenix

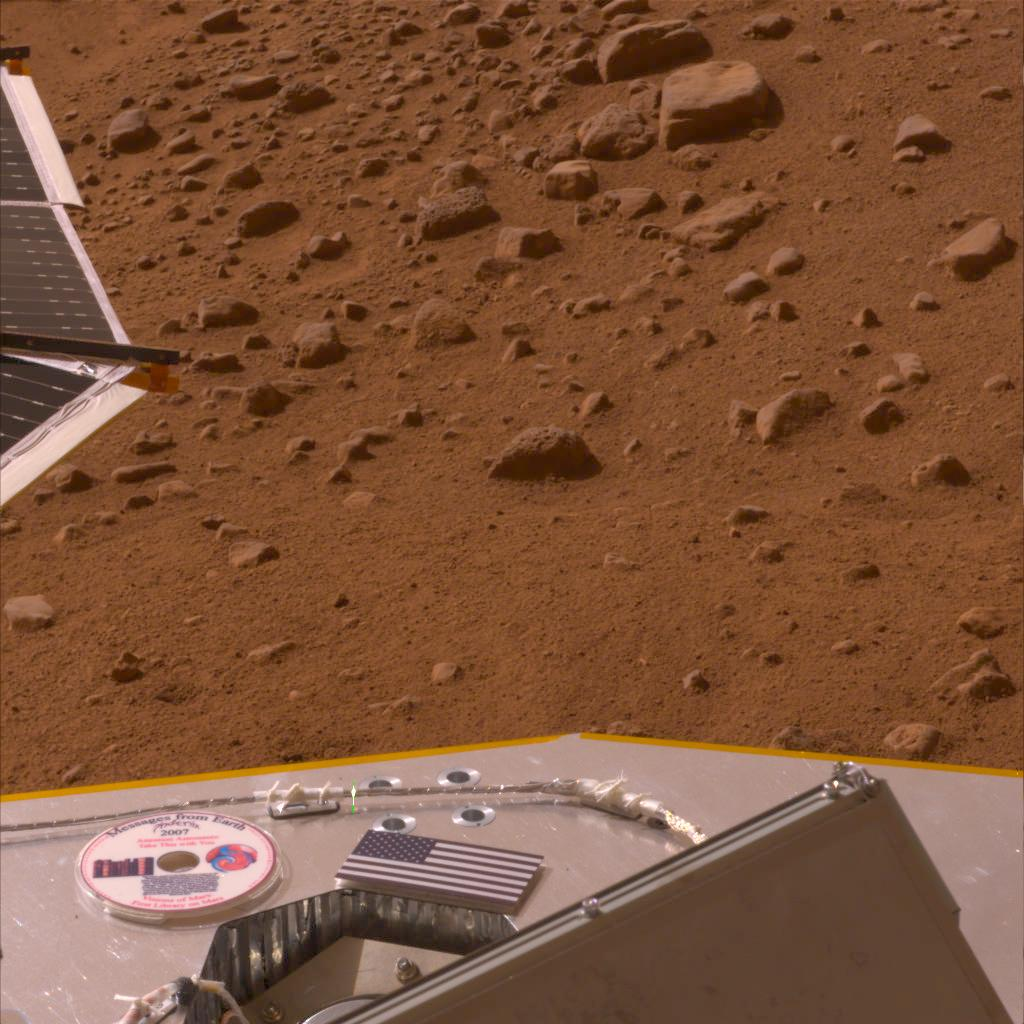
DVD-ul Phoenix pe Marte.

Atașat de puntea landerului (lângă steagul american) este DVD-ul Phoenix, compilat de Planetary Society. Discul conține Viziuni ale lui Marte, o colecție multimedia de literatură și artă legate de Planeta Roșie. Printre lucrări se numără texte din Războiul Lumilor de H.G. Wells (și versiunea radio narată de Orson Welles), Mars as the Abode of Life de Percival Lowell cu o hartă a canalelor marțiene imagiate de el, Cronicile marțiene de Ray Bradbury, și Marte verde de Kim Stanley Robinson. Se află înregistrate și mesaje adresate direct viitorilor vizitatori sau coloniști de pe Marte, din partea mai multor personalități, printre care se numără Carl Sagan și Arthur C. Clarke. În 2006, Planetary Society a adunat un sfert de milion de nume trimise prin Internet și le-a pus pe disc.
DVD-ul Phoenix este făcut dintr-o sticlă specială proiectată să reziste în mediul marțian, și să dureze sute sau chiar mii de ani pe suprafață așteptând să fie descoperită.
Sub centrul discului scrie:
| “ | Această arhivă, furnizată misiunii NASA Phoenix de către Planetary Society, conține literatură și artă (Viziuni ale lui Marte), salutări de la vizionarii zilelor noastre, și nume ale pământenilor din secolul al XXI-lea care au dorit să-și trimită numele pe Marte. Acest DVD-ROM este proiectat să fie citit de calculatoarele personale din anul 2007. Informația este stocată pe un șanț spiral de pe disc. O rază laser poate scana șanțul sau se poate folosi un microscop. Dealurile și găurile din șanț reprezintă cifrele zero și unu ale informației digitale. Șanțul are aproximativ 0,74 micrometri lățime. Pentru mai multe informații, vedeți standardul ECMA-268 (80 mm DVD Read-Only Disk). | ” |